# Langenau (Brand-Erbisdorf)
Langenau ist ein Ortsteil der Großen Kreisstadt Brand-Erbisdorf in Sachsen. Er wurde am 1. April 2002 eingemeindet. Seitdem bildet Langenau mit seinen ehemaligen Ortsteilen Gränitz und Oberreichenbach einen von zwei Ortschaften der Stadt Brand-Erbisdorf.

## Geografie

### Lage
Langenau liegt etwa 3 km südwestlich von Brand-Erbisdorf. Im Süden des Ortes entspringt in einer Höhe von etwa 525 m NN die Große Striegis. Höchste Erhebung um Langenau ist mit ca. 596 m NN der Tännicht am Südrand der Gemarkung. Auf ihm befindet sich eine 1868 errichtete Vermessungssäule der Königlich-Sächsischen Triangulation. Das Striegistal an der Nordgrenze liegt in einer Höhe um 420 m NN.
Das Tal der Großen Striegis bildet die „lange Au“, an deren Rändern im 12. Jahrhundert sich die Bauerngüter bildeten und in deren Verlauf im Tal später die Häuslerstellen und die Dorfstraße entstanden.

### Nachbarorte
| Oberreichenbach    | Himmelsfürst                                | Brand-Erbisdorf   |
|                    | Kompassrose, die auf Nachbargemeinden zeigt |                   |
| Kleinhartmannsdorf | Gränitz                                     | Großhartmannsdorf |

## Geschichte

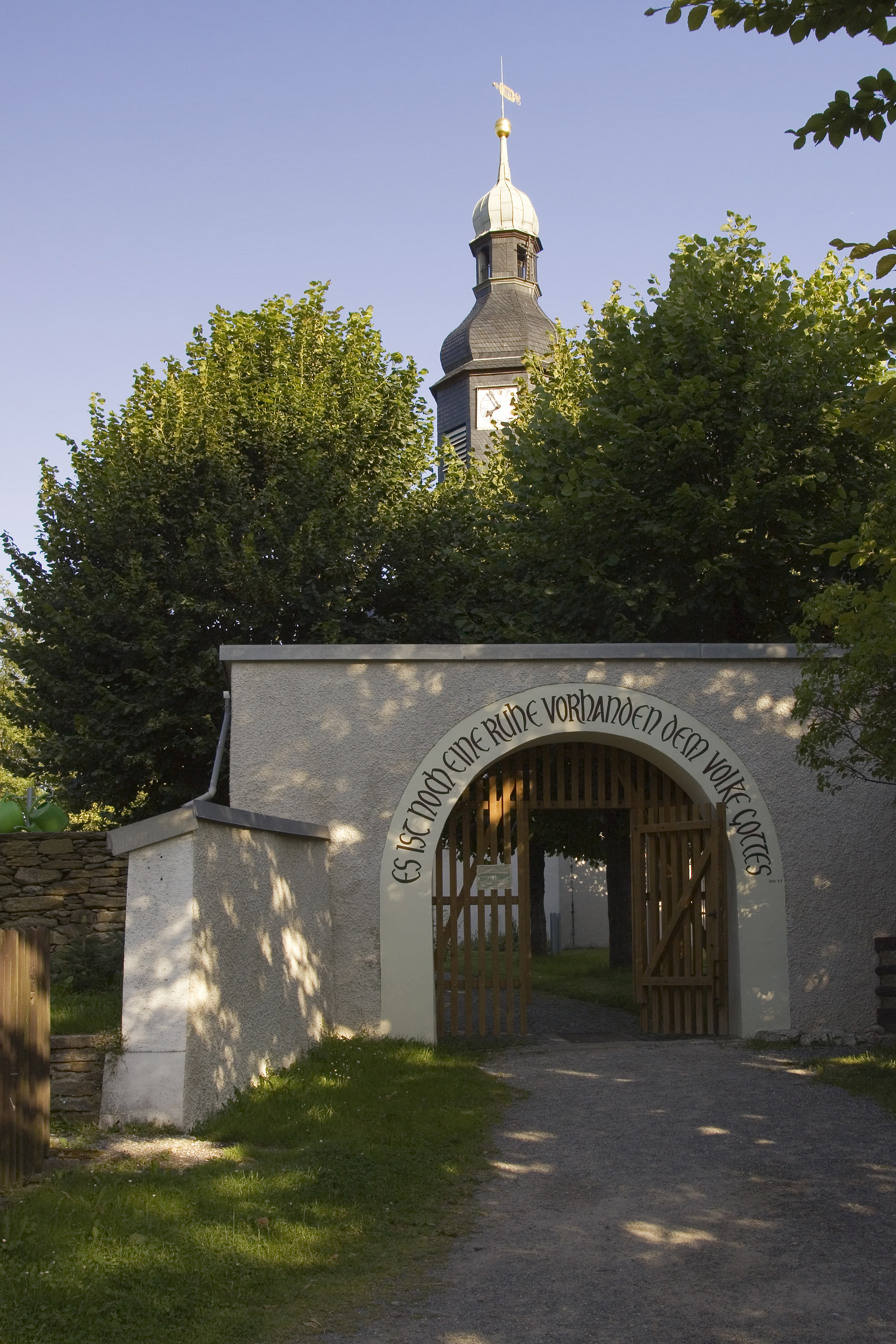
Kirche

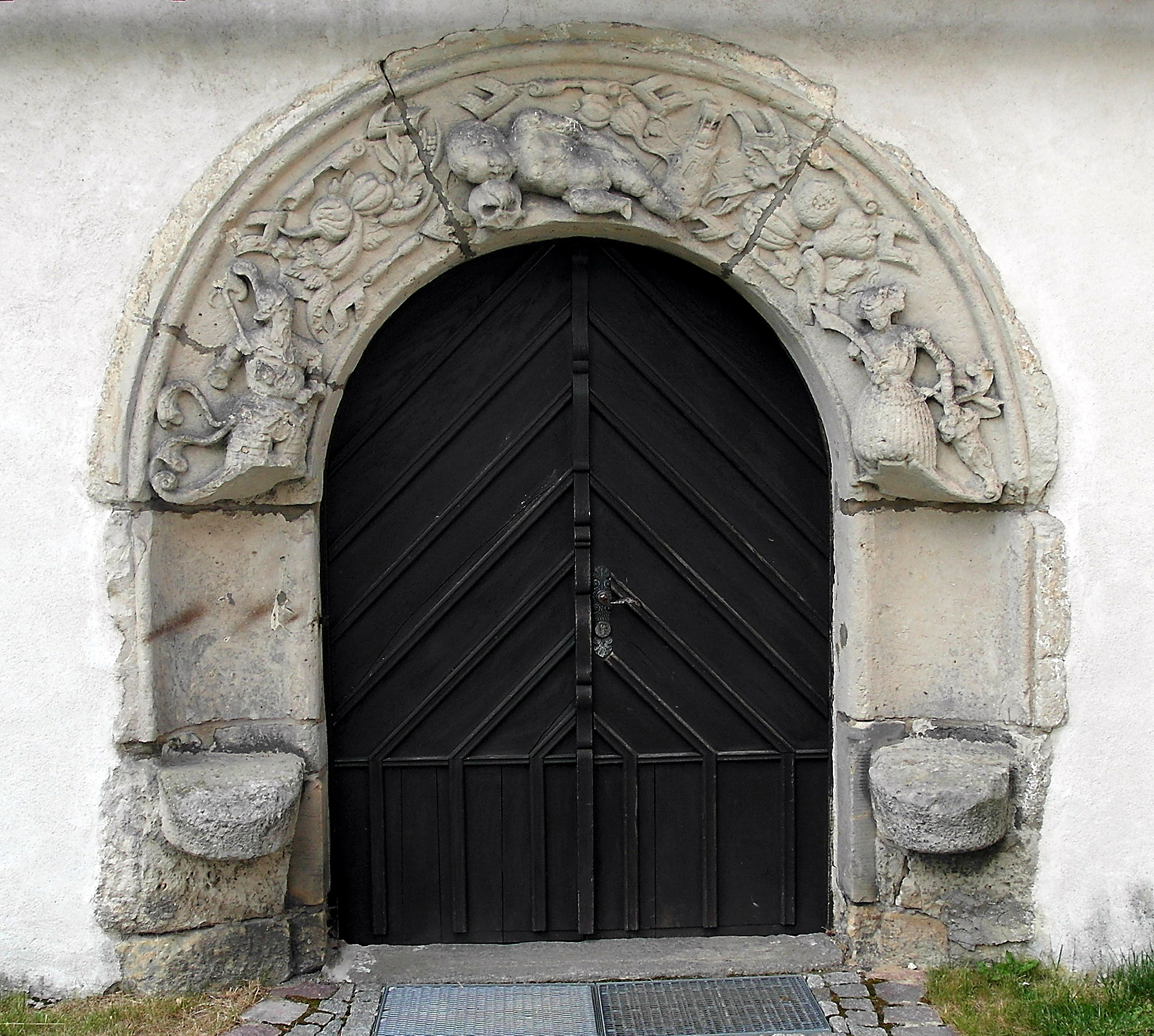
Renaissanceportal vom zerstörten Herrenhaus Niederlangenau an der Kirche

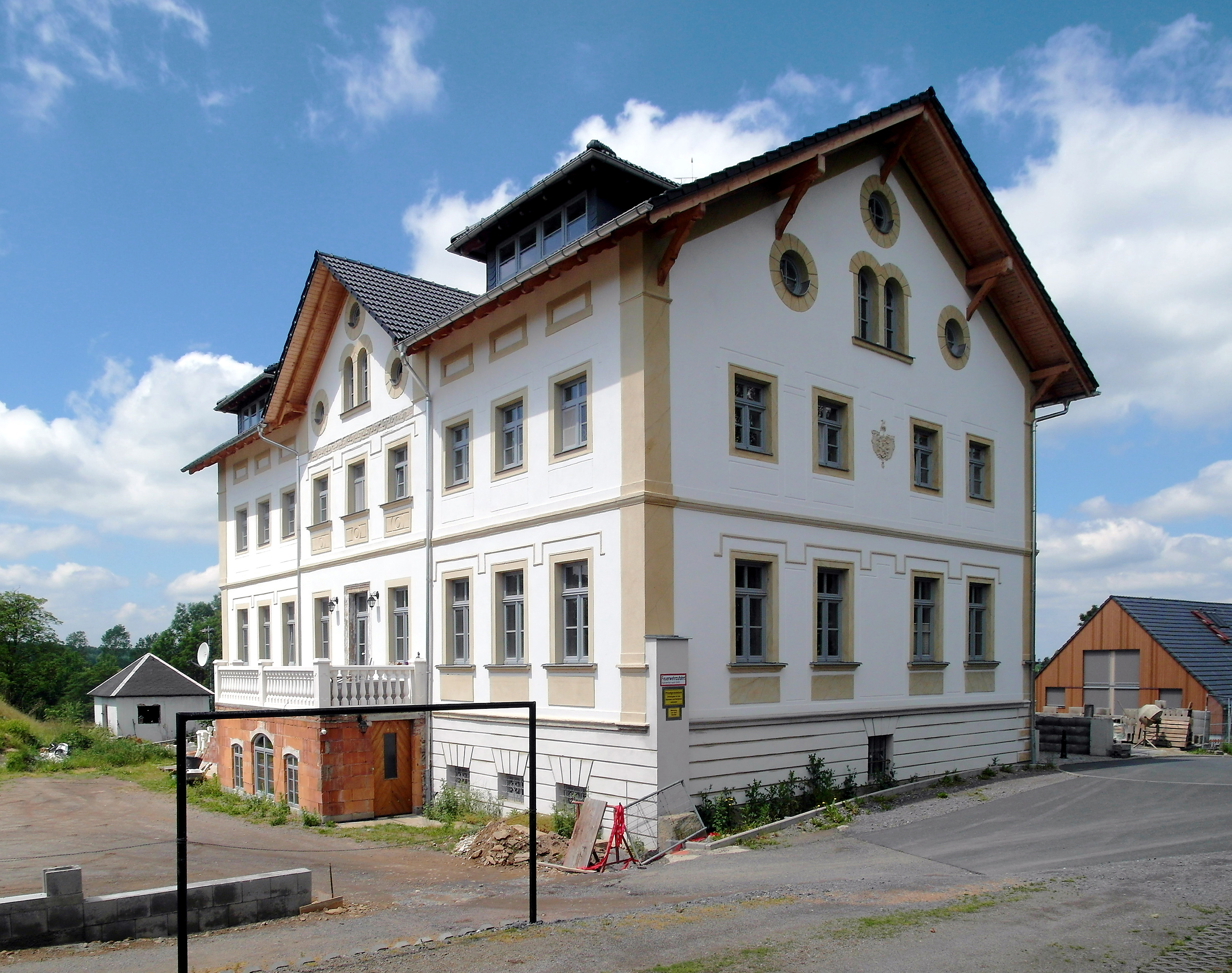
Ehem. Rittergut OberLangenau, Herrenhaus 2015

Der Name Langenau leitet sich von einer langen Aue, einem langgestreckten Bach- und Wiesengrund ab. Die erste Erwähnung von Langenau erfolgte im Jahr 1185 in einer Grenzurkunde des meißnischen Markgrafen Otto dem Reichen.
Der Erbauer der Meißener Albrechtsburg, Arnold von Westfalen, heiratete im 15. Jahrhundert Margarethe Rülcke und erwarb aus dem Besitz seiner Schwäger das Rittergut Langenau. Später fiel es wieder an die adelige Familie Rülcke zurück. Vom 18. Jahrhundert bis zur Aufhebung der Patrimonialgerichtsbarkeit bestand der Ort aus den zwei amtssässigen Rittergütern (Grundherrschaften) Oberlangenau und Niederlangenau. Besitzer der Grundherrschaften waren u. a. die Familien Rülke (Rülcke, Rulecke, Rülicke u. ä.), von Hartitzsch, Griebe und von Tettau. Spätere Rittergutsbesitzer waren die Familien Griebe, Rudolph, Braun, von Oehlschlägel und von Hopffgarten. Ab 1618 werden beide Orte genannt, welche die Kirche und Schule – zentral gelegen – gemeinsam nutzten.
Der Dreißigjährige Krieg hinterließ im Ort gewaltige Wunden, sowohl während der Quartiernahme des kaiserlichen Generalwachtmeisters Heinrich Holk 1632 im benachbarten Linda, als auch bei den beiden vergeblichen Belagerungen des nahe gelegenen Freibergs durch die Schweden 1638 und 1642/43. Im Siebenjährigen Krieg tobte 1762 die Schlacht bei Freiberg ganz in der Nähe. Während der Befreiungskriege gegen die Napoleonische Fremdherrschaft lagerten vor der Völkerschlacht 1813 kurzzeitig 12.000 Franzosen unmittelbar neben dem Ort.

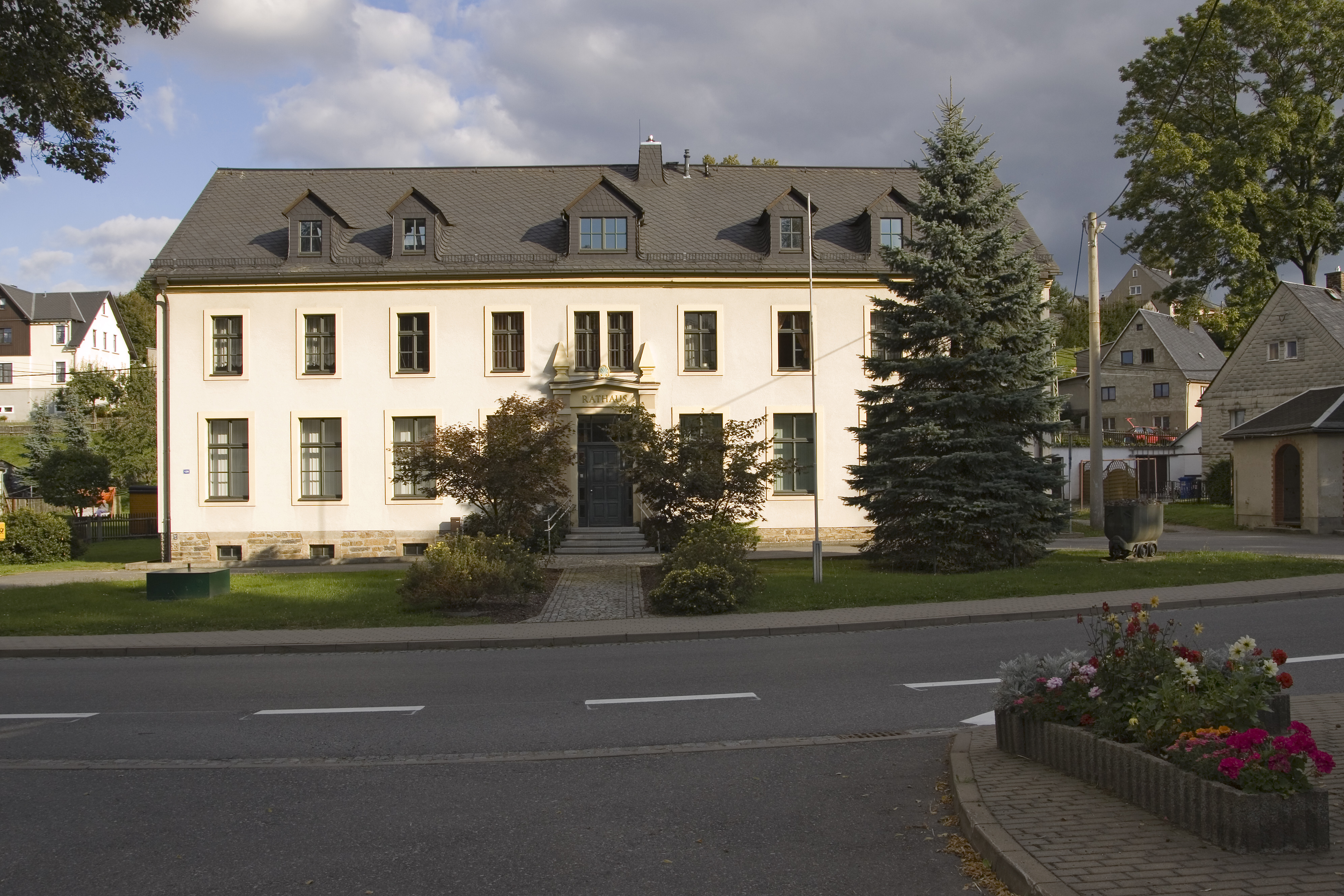
Rathaus

Nach der Übernahme der Gerichtsbarkeit durch den sächsischen Staat im Jahre 1856 wurden die beiden bis dahin dem Kreisamt Freiberg unterstellten Gemeinden dem neu gegründeten Gerichtsamt Brand zugeschlagen. Ab 1875 gehörten Ober- und Niederlangenau zur Amtshauptmannschaft Freiberg. Am 1. Juli 1905 schlossen sich Oberlangenau und Niederlangenau zur Gemeinde Langenau zusammen. 
Mit der zweiten Kreisreform in der DDR kam Langenau im Jahr 1952 zum Kreis Brand-Erbisdorf im Bezirk Chemnitz (1953 in Bezirk Karl-Marx-Stadt umbenannt). In DDR-Zeiten war der Ort zudem Schauplatz des jährlichen Radrennens Rund um Langenau. 15. Januar 1970 wurde Gränitz und am 1. Januar 1993 Oberreichenbach nach Langenau eingemeindet. Mit der Auflösung des sächsischen Landkreises Brand-Erbisdorf kam Langenau im Jahr 1994 zum Landkreis Freiberg. Mehrere Jahre war Langenau mit seinen Ortsteilen Gränitz und Oberreichenbach die größte Gemeinde im einstigen Landkreis Freiberg, bevor es am 1. April 2002 als Ortsteil und Ortschaft der Großen Kreisstadt Brand-Erbisdorf angegliedert wurde, mit der es seit 2008 zum Landkreis Mittelsachsen gehört.

### Wirtschaftsentwicklung
Langenau war bereits von der Besiedlung her ein ausgesprochen landwirtschaftlich ausgerichtetes Waldhufendorf. Die landwirtschaftliche Prägung hat der Ort nie verloren. Mit der Ausdehnung des Bergbaus im Freiberg-Brander Erzrevier ließen sich ab dem 16. Jahrhundert auch Bergleute als Häusler nieder. Der Bau der Nebenbahnlinie Freiberg–Langenau brachte gegen Ende des 19. Jahrhunderts mehrere einzelne Industrieansiedlungen (Düngemittel, Holzwaren, Möbel), die insbesondere mit Stilllegung des Bergbaus 1913 gefördert wurden.
In Langenau befand sich die Zentralen Betriebsschule des Lichtspielwesens (ZBdL) der DDR. Hier wurden Facharbeiter und Meister für Filmwiedergabetechnik ausgebildet.

## Entwicklung der Einwohnerzahl
| Jahr   | Einwohnerzahl                             |
| ------ | ----------------------------------------- |
| 1551   | 61 besessene Mann, 123 Inwohner           |
| 1764   | 37 besessene Mann, 74 Häusler, 60 ¼ Hufen |
| 1834 1 | 848                                       |
| 1834 2 | 959                                       |
| 1871 1 | 1277                                      |
| 1871 2 | 1411                                      |

| Jahr   | Einwohnerzahl |
| ------ | ------------- |
| 1890 1 | 1513          |
| 1890 2 | 1486          |
| 1910   | 2583          |
| 1925   | 2453          |
| 1939   | 2695          |
| 1946   | 2685          |

| Jahr   | Einwohnerzahl |
| ------ | ------------- |
| 1950   | 2771          |
| 1964   | 2748          |
| 1990 3 | 2553          |
| 2000 4 | 2553          |
| 2011 5 | 2012          |

## Kultur

### Vereine
In Langenau entfaltet sich traditionell ein reiches Vereinsleben. Seit über 100 Jahren ist die Freiwillige Feuerwehr in Langenau eine wichtige Einrichtung, die neben ihrer Hauptaufgabe als Sicherheitsgarant für die Bevölkerung ihren Mitgliedern Kommunikation und kulturelle Betätigung bot und bietet. Im Jahr 1998 ging aus ihr der Verein „Historische Feuerwehr Langenau Erzgebirge e. V.“ hervor. Große Tradition hat das Gesangswesen. 2008 konnte das Jubiläum „150 Jahre Männergesangsverein“ begangen werden. 2009 feierte der gemischte Chor sein 25-jähriges Bestehen.
Seit 1999 arbeitet der „Heimatverein 1185 Langenau e. V.“ die Ortsgeschichte auf und hat sich zu einem wichtigen Faktor kulturell-gesellschaftlicher Arbeit im Ort entwickelt. Er hält die Fäden für die Vorbereitung der 825-Jahr-Feier des Ortes (12.–20. Juni 2010) in der Hand.
Der „Schützenverein 1844 Langenau e. V.“ gründete sich 1996 neu. Zu den weiteren Vereinen gehören heute der Heimatverein, der Turnverein, der „SV Fortuna Langenau e. V.“, der Seniorenverein „Striegistal“, der Landfrauenverein, der Klöppelverein, der Eisenbahnverein, der Gartenverein, der Männergesangverein 'Harmonie', der Kaninchenzüchterverein und der Hundesportverein.

## Sehenswürdigkeiten

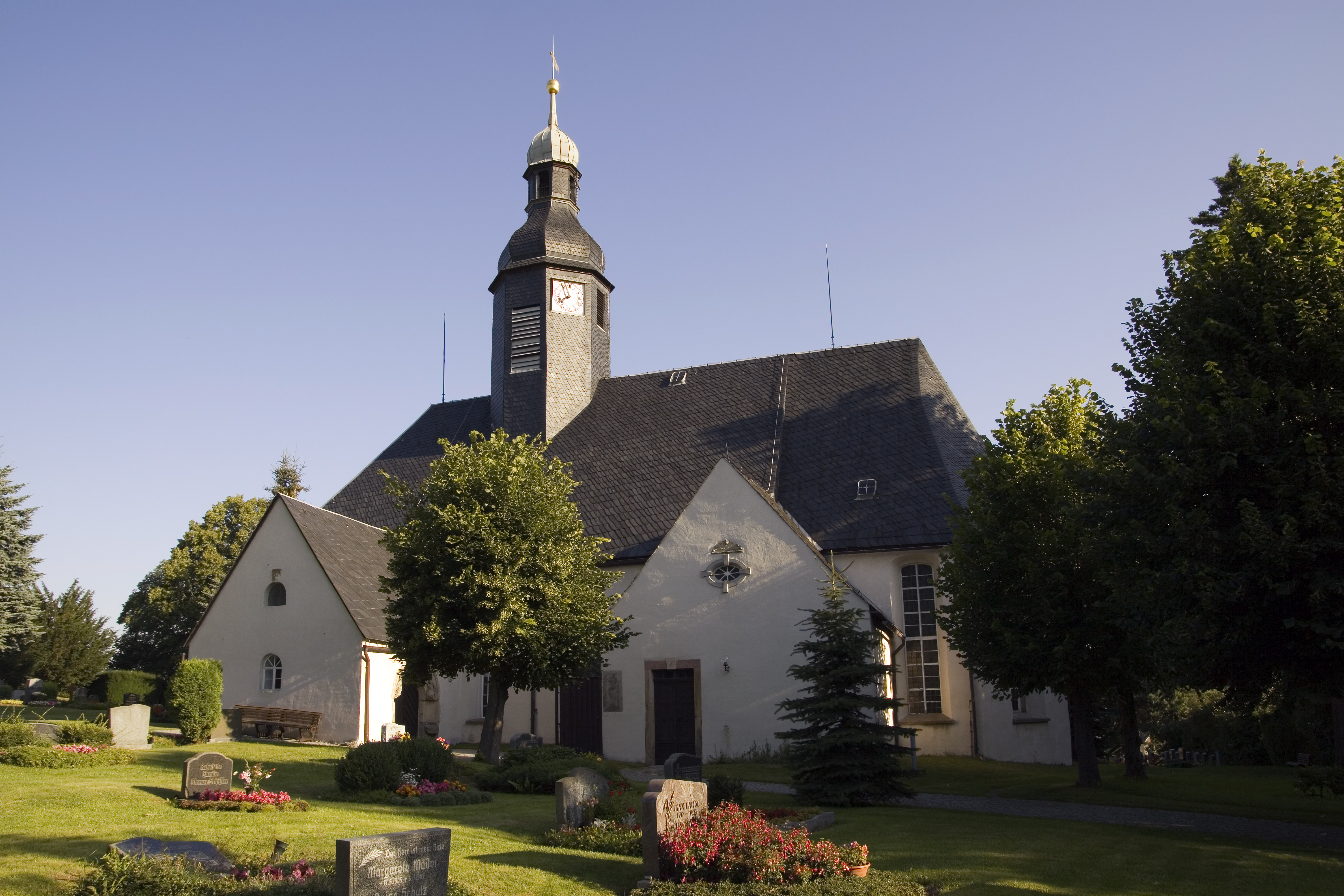
Kirche Langenau

Hauptsehenswürdigkeit des Ortes ist die in der Kirche befindliche geschnitzte Kanzel, die als „Friedenskanzel“ das Stifterehepaar Braun mit einer Bergparade, die für den zu Ende gegangenen Bergbau steht und mit Bauern des Ortes sowie mit heimkehrenden Soldaten in ihrem gemeinsamen Hoffen auf das Ende des Ersten Weltkrieges zeigt. Es ist das Hauptwerk des aus Langenau stammenden Holzschnitzers Ernst Dagobert Kaltofen.
Sehenswert ist auch das Eingangsportal der Kirche in Form einer spätmittelalterlichen Sandsteinplastik. Sie stammt aus dem nach dem Zweiten Weltkrieg geschleiften Rittergut Niederlangenau. Die links und rechts dargestellten Figuren werden verschiedentlich mit Arnold von Westfalen und seiner Frau Margarete in Verbindung gebracht. In der Umgebung der Kirche befindet sich eine Gruppe älterer Fachwerkhäuser.
Der gepflegte Gutspark von Niederlangenau lädt mit seinem malerischen Teich zu einem kleinen Spaziergang ein.
Eine jüngere Attraktion ist die 2008 rekonstruierte Kursächsische Ganzmeilensäule, welche den einstigen Verlauf der ehemaligen Poststraße Silberwagenweg von Annaberg nach Freiberg durch Langenau belegt.

## Wirtschaft und Infrastruktur

### Ansässige Unternehmen
Heute sind hier mehrere Agrarunternehmen, ein Unternehmen im ländlichen Service-Bereich und ein Unternehmen im Umweltdienste-Bereich als Hauptarbeitgeber ansässig.

### Verkehr

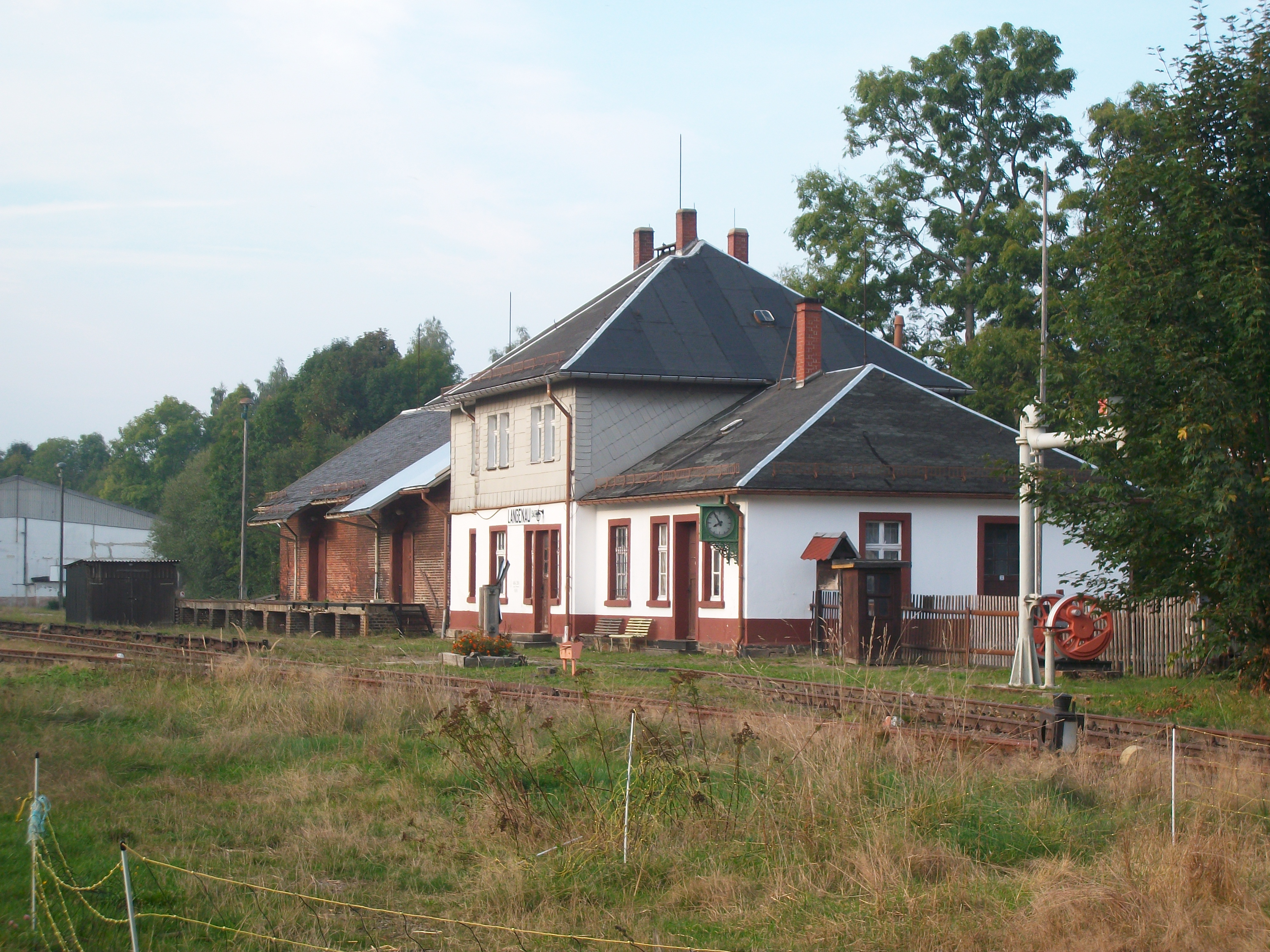
Bahnhof Langenau (Sachs), Gleisseite (2016)

In den Jahren 1890 bis 1997 war Langenau Endpunkt der Nebenbahn Brand-Erbisdorf–Langenau.
Durch den Ort führt die Staatsstraße 235.

## Persönlichkeiten
In Langenau wurde der erzgebirgische Holzschnitzer Ernst Kaltofen (1841–1922) geboren. Dem Bergmannsberuf entstammend schnitzte er sehr lebend wirkende Figuren und Reliefs mit einer bemerkenswerten Tiefenwirkung. Die Themen entlehnte er meist mit dem Bergbau.
Richard von Oehlschlägel (1834–1895), Besitzer des Rittergutes Oberlangenau, gehörte als konservativer Politiker von 1871 bis 1894 dem Sächsischen Landtag an und war Vorsitzender des Landeskulturrats. Sein Vater, „Premier-Lieutenant und Adjutant“ Carl August von Oehlschlägel (1796–1859), erwarb 1849/52 das Rittergut und ein weiteres Anwesen in Oberlangenau und war 1833–1859 Postmeister in Tharandt.
Der Schriftsteller Rainer Maria Rilke (1875–1926) wählte wegen der Namensverwandtschaft mit den Rülkes (Rülke-Rilke) den im Türkenkrieg im 16. Jahrhundert gefallenen Christoph Rülke zur Hauptfigur seiner Erzählung „Die Weise von Liebe und Tod des Cornets Christoph Rilke“.
Karl Gottlob Wolf (1808–nach 1855), der in Langenau geborene Bergmann war ein Pionier des Steinkohlenbergbaus im Lugau-Oelsnitzer Steinkohlenrevier.